# Тео, Фелети
Фелети Пенитала Тео (англ. Feleti Penitala Teo; род. 9 октября 1962, Тувалу) — тувалуанский политик и юрист. 14-й премьер-министр Тувалу с 26 февраля 2024 года. Тео был избран в парламент Тувалу на парламентских выборах в Тувалу в 2024 году, а его предыдущей должностью был исполнительный директор комиссии по рыболовству Западной и центральной частей Тихого океана (WCPFC).
Тео был назначен премьер-министром 26 февраля 2024 года, после того как был избран парламентом без возражений.
Фелети Тео сын сэра Фиатау Пениталы Тео, который был назначен первым генерал-губернатором Тувалу (1978—1986) после обретения независимости от Соединённого Королевства.
В декабре 2014 года на 11-й очередной сессии WCPFC в Апиа, Самоа, он был назначен исполнительным директором Комиссии по рыболовству западной и центральной частей Тихого океана (WCPFC) и оставался в этой должности до декабря 2022 года. В 2008 году занимал пост исполняющего обязанности генерального секретаря форума тихоокеанских островов. Тео также занимал пост генерального прокурора Тувалу (1991—2000) и генерального директора рыболовного агентства Форума (2000—2006).

## Образование
Фелети Тео получил степень бакалавра права в Университете Кентербери в Крайстчерче, Новая Зеландия, и степень магистра права в области публичного права в Австралийском национальном университете в Канберре, Австралия. В 1986 году стал первым тувалуанцем, получившим квалификацию юриста после того, как был принят в качестве адвоката и солиситора Высокого суда Новой Зеландии.

## Карьера
Тео был первым тувауланцем, занимавшим пост генерального прокурора Тувалу и главы юридической службы Тувалу с 1991 по 2000 год. Его предшественниками были экспатриантами Джон Уилсон, Нил Дэвидсон, Бейт Аткинсон и Дэвид Баллантайн соответственно (1978—1991). Во время пребывания Тео в должности Кэмерон Дик исполнял обязанности генерального прокурора Тувалу с 1995 по 1996 год, в то время как Тео учился в аспирантуре Австралийского национального университета в Канберре. Иакоба Италели сменил Тео на посту генерального прокурора Тувалу в 2002 году.
С 2000 по 2006 год был генеральным директором рыболовного агентства форума тихоокеанских островов (FFA), базирующегося в Хониаре, Соломоновы острова. С 2007 по 2013 год занимал должность заместителя генерального секретаря форума тихоокеанских островов (PIF) со штаб-квартирой на Фиджи. После болезни и последующей смерти генерала службы безопасности Австралии Грега Урвина в 2008 году он исполнял обязанности генерального секретаря форума тихоокеанских островов до назначения Туиломы Нерони Слейд в том же году.
В 2014 году Тео был назначен временным генеральным секретарём недавно созданной региональной организации — форума развития тихоокеанских островов (PIDF), который он занимал до своего назначения в WCPFC. Двумя другими кандидатами на пост генерального секретаря были Уилки Расмуссен, министр иностранных дел островов Кука, и Туилома Нерони Слейд, бывший генеральный прокурор Самоа и бывший судья международного уголовного суда. Тео был назначен руководителем секретариата WCPFC в качестве исполнительного директора в декабре 2014 года.
В 2013 году Тео был назначен офицером ордена Британской империи (OBE) в честь дня рождения за заслуги перед правительством.

## Министерство Тео
27 февраля 2024 года Тео назначил членов кабинета министров.
Правительство Тео в заявлении, опубликованном Саймоном Кофе, поддержало «широкие принципы и цели» Союза Фалепили, отметив при этом «отсутствие прозрачности и консультаций при общении и информировании общественности в Тувалу о такой важной и новаторской инициативе»; и указало, что Тувалу будет добиваться изменений чтобы сделать его «работоспособным». В заявлении также затрагиваются отношения Тувалу с Тайванем: «Новое правительство желает подтвердить свою приверженность долгосрочным и прочным особым отношениям между Тувалу и Китайской Республикой, Тайвань».
В своём первом интервью в качестве премьер-министра Тео сказал: «Наши связи с Тайванем основаны исключительно на демократических принципах, и они были очень лояльны к нам». Тео сказал, что в рамках союза Фалепили Австралии и Тувалу он хотел бы пересмотреть пункт, предусматривающий, что обе страны должны «взаимно договориться» о любых мерах безопасности, которые Тувалу может захотеть принять с другими странами.
В последующем интервью Тео сказал, что главным приоритетом его правительства является изменение климата.